# محمد تكالة
محمد تكالة (15 يناير 1966 الخمس –) هو أستاذ جامعي في علوم الهندسة بجامعة المرقب الليبية. ورئيس المجلس الأعلى للدولة في ليبيا، منذ انتخابه في 6 أغسطس 2024، بعد حصوله على 67 صوتًا في جولة الإعادة مع منافسه الرئيس السابق للمجلس خالد المشري الذي حصل على 62 صوتًا. أُعيد إنتخابه مجددا بتاريخ 27 يوليو 2025 بعد حصوله على 59 صوتًا.

## السيرة
حصل على درجة البكالوريوس في مجال هندسة الحاسوب من المعهد العالي للإلكترونيات في مدينة بني وليد عام 1986. وعين سنة 1992 معيدا في كلية الهندسة بالخمس. في عام 1997، حصل على الماجستير في علم الشبكات من براغ، عُيّن عضوا بهيئة التدريس بقسم الهندسة الكهربائية والحاسوب بكلية الهندسة بمدينة الخمس، وفي 2008، تحصل على شهادة الدكتوراه في شبكات الحاسوب من جامعة بودابست للتكنولوجيا بالمجر، وخلال تلك الفترة تقلد عدة مناصب إدارية في جامعة المرقب الليبية.
انتخب عضوًا عن مدينته الخمس للمؤتمر الوطني العام من في أول انتخابات برلمانية بعد الحرب الأهلية الليبية عام 2011. وشغل منصب مراقب في مكتب رئاسة المؤتمر الوطني العام، بالإضافة إلى عضويته في لجنة المواصلات والاتصالات بالمؤتمر بين عامي 2012 و2015، استمر عضوا في المجلس الذي تغير لاحقا إلى المجلس الأعلى للدولة، بعد اتفاق وقع في 17 ديسمبر 2015 تحت رعاية الأمم المتحدة بهدف وضع حد للحرب الأهلية الليبية الثانية، والموقع في مدينة الصخيرات المغربية في 2015.